# Linchamento de Michael Donald
Linchamento de Michael Donald em Mobile, Alabama, em 21 de março de 1981, foi um dos últimos linchamentos relatados nos Estados Unidos. Vários membros da Ku Klux Klan (KKK) espancaram e mataram Michael Donald, um afro-americano de 19 anos, e penduraram seu corpo em uma árvore.
Entre os criminosos envolvidos no linchamento, Henry Hays, foi executado por cadeira elétrica em 1997, enquanto outro, James Knowles, foi condenado à prisão perpétua após se declarar culpado e testemunhar contra Hays. Um terceiro homem foi condenado como cúmplice e um quarto foi indiciado, mas morreu antes que seu julgamento pudesse ser concluído.
A execução de Hays foi a primeira no Alabama desde 1913 por um crime de branco contra preto. Foi a única execução de um membro da KKK durante o século XX pelo assassinato de um afro-americano. A mãe de Donald entrou com uma ação civil por morte ilícita contra o United Klans of America (UKA), ao qual os agressores pertenciam. Em 1987, um júri concedeu a ela US $ 7 milhões em danos, o que levou a organização à falência. Isso estabeleceu um precedente para ações legais civis por danos contra outros grupos racistas de ódio.

## Vítima
Michael Donald (24 de julho de 1961 - 21 de março de 1981) nasceu em Mobile, Alabama, filho de Beulah Mae (Greggory) Donald e David Donald, e era o caçula de seis filhos. Ele cresceu em uma cidade e um estado influenciados pela aprovação em meados da década de 1960 da legislação federal de direitos civis que encerrou a segregação legal e previa a supervisão federal e a aplicação do direito de voto. Os afro-americanos poderiam novamente participar da política no sul; sua capacidade de se registrar para votar também significava que eles foram selecionados para júris. Donald frequentou escolas locais enquanto crescia. Em 1981, ele estudava em uma faculdade técnica, enquanto trabalhava no jornal local.

## Antecedentes e assassinato
Em 1981, Josephus Anderson, um afro-americano acusado pelo assassinato de um policial branco em Birmingham, Alabama, ao cometer um assalto, foi julgado em Mobile, onde o caso foi movido em uma mudança de local. Havia indicações de que o júri estava lutando para chegar a um veredicto.
Em uma reunião em Mobile antes do anúncio do veredicto de Anderson, membros da Unidade 900 do United Klans of America reclamaram que o júri não havia condenado Anderson porque tinha membros afro-americanos. Bennie Jack Hays, o segundo funcionário de mais alto escalão do United Klans no Alabama, teria dito: "Se um homem negro pode se safar de matar um homem branco, deveríamos ser capazes de fugir matando um homem negro". Na sexta-feira, um julgamento foi declarado nas quatro acusações. O promotor declarou sua intenção de tentar novamente o caso. (Depois de mais duas acusações por homicídio, Anderson foi condenado por assassinato em 1985 e sentenciado à prisão perpétua. Ele foi condenado por agressão e roubo no segundo julgamento).
Na mesma noite em que a primeira missa foi declarada, os membros de Klan queimaram uma cruz de três pés no gramado do tribunal do condado de Mobile. Após uma reunião, o filho de Bennie Hays, Henry Hays (26 anos), e James Llewellyn "Tiger" Knowles (17 anos), armado com uma arma e uma corda, dirigiram em torno de Mobile procurando uma pessoa negra para atacar.
Ao acaso, eles avistaram Michael Donald enquanto ele voltava para casa depois de comprar um maço de cigarros para sua irmã. Eles o atraíram para o carro deles, pedindo instruções para ir a um clube local e forçaram Donald a entrar no carro com uma arma. Os homens foram de carro para outro município e o levaram para uma área isolada na floresta. Nesse momento, Donald tentou escapar, derrubando a arma de Hays e tentando correr para a floresta. Os homens perseguiram Donald, o atacaram e o espancaram com um galho de árvore. Hays enrolou uma corda no pescoço de Donald e a puxou para estrangulá-lo, enquanto Knowles continuava batendo em Donald com um galho de árvore. Assim que Donald parou de se mover, Hays cortou a garganta três vezes para se certificar de que estava morto. Os homens deixaram o corpo de Donald pendurado em uma árvore em um bairro de raça mista em Mobile. A árvore ficava na rua Herndon, em frente a uma casa de propriedade da líder da Klan Bennie Jack Hays, pai de Henry Hays.

## Investigação e processo penal
Enquanto o chefe de polícia local suspeitava do Klan, os policiais primeiro levaram três suspeitos sob custódia com base em seu possível envolvimento em um negócio de drogas que deu errado; A mãe de Donald insistiu que seu filho não estava envolvido em drogas. A polícia libertou os suspeitos no final de sua investigação. Beulah Mae Donald contatou o ativista nacional de direitos civis Rev. Jesse Jackson, que organizou uma marcha de protesto na cidade e exigiu respostas da polícia.
O FBI investigou o caso e estava pronto para encerrar sua investigação, mas Thomas Figures, o procurador assistente dos Estados Unidos em Mobile, pediu ao Departamento de Justiça que autorizasse uma segunda investigação. Ele trabalhou em estreita colaboração com o agente do FBI James Bodman. Seu irmão Michael Figures, senador estadual e ativista dos direitos civis, atuou como advogado de Beulah Mae Donald e também incentivou a investigação. Dois anos e meio depois, em 1983, Henry Hays e James Knowles foram presos. Knowles confessou a Bodman em 1983, e evidências adicionais foram reveladas durante o julgamento civil iniciado pela mãe de Donald, Beulah Mae Donald, em 1984. Como resultado, em 1988, Benjamin Franklin Cox, Jr., motorista de caminhão, foi indiciado como cúmplice no caso criminal. O pai de Henry, Bennie Hays, também foi indiciado pelo assassinato de Donald.
Henry Francis Hays (10 de novembro de 1954 - 6 de junho de 1997) foi condenado por homicídio culposo. O júri votou a favor da prisão perpétua, mas o juiz anulou o veredicto do júri e condenou Hays à morte. Ele foi preso no Centro Correcional Holman no Condado de Escambia, Alabama, enquanto estava no corredor da morte. Hays foi executado em "Yellow Mama", a cadeira elétrica do Alabama, em 6 de junho de 1997. Entre as testemunhas da execução estava o irmão de Michael Donald. A Associated Press informou que Hays foi a primeira execução do Alabama desde 1913 por um crime de branco sobre preto. Hays é o único membro conhecido da KKK que foi executado no século XX pelo assassinato de um afro-americano.
James Llewellyn "Tiger" Knowles também foi condenado por assassinato; no final do julgamento, ele tinha 21 anos de idade. O juiz distrital W. Brevard Hand condenou a vida na prisão. Ele evitou a pena de morte ao testemunhar contra Hays no julgamento. Knowles havia testemunhado anteriormente que a matança foi feita "para mostrar a força de Klan no Alabama". Knowles foi colocado em liberdade condicional em 2010.
Em 18 de maio de 1989, Benjamin Franklin Cox Jr., motorista de caminhão da Mobile, foi condenado em tribunal estadual por ser cúmplice do assassinato de Donald. Michael Zoghby, juiz do Tribunal do Condado de Mobile County, condenou Cox, então com 28 anos, à prisão perpétua por sua participação no assassinato de Donald.
O ancião Hays foi indiciado por incitar o assassinato e julgado alguns anos depois. Seu caso terminou em julgamento quando ele entrou em colapso no tribunal. O juiz Zoghby disse que, devido à doença do ancião Hays, então com 71 anos, ele não tinha escolha a não ser declarar um julgamento. O advogado de Hays estava disposto a prosseguir com o processo. Hays morreu de ataque cardíaco antes que ele pudesse ser julgado novamente.

## Processos cíveis
Atuando a pedido de Beulah Mae Donald, Morris Dees, fundador do Centro de Direito da Pobreza do Sul em Montgomery, instaurou um processo por morte indevida em 1984 contra o United Klans of America em um tribunal federal no Distrito Sul do Alabama, de acordo com o SPLC. O julgamento civil trouxe evidências que permitiram a acusação criminal e a condenação de Cox como cúmplice e de Bennie Jack Hays por incitar o assassinato.  
A reclamação original foi considerada vaga demais para sustentar, mas o juiz Alex T. Howard Jr. ajudou a refinar a teoria jurídica da "agência", que responsabilizou a Klan pelos atos de seus membros. Isso impediu que o caso fosse julgado antes que pudesse ser encaminhado ao júri. Em 1987, a Klan foi considerada civilmente responsável por um júri branco e condenada a danos de US$ 7 milhões no veredicto de morte por negligência no caso. O processo tornou-se um precedente para ações legais civis contra outros grupos racistas de ódio nos Estados Unidos.  
O pagamento da sentença levou à falência do United Klans of America e resultou na venda de sua "sede nacional" por 51.875 dólares, o valor destinado à mãe de Donald. Ela morreu no ano seguinte em 17 de setembro de 1988.

## Comemoração

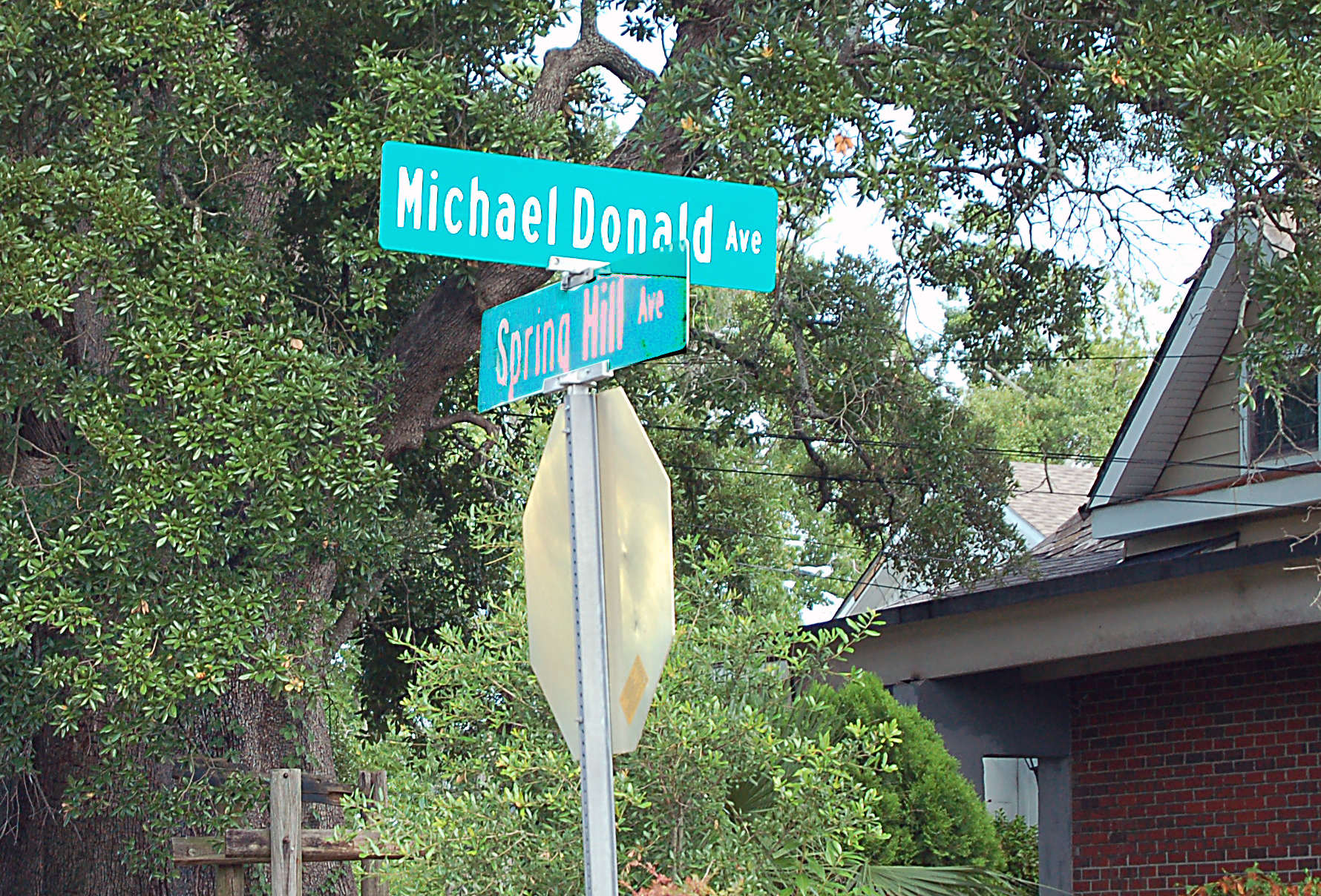
Avenida Michael Donald

Em 2006, o Mobile comemorou Michael Donald renomeando a Herndon Avenue, onde os assassinos haviam enforcado o corpo de Donald. O primeiro prefeito negro de Mobile, Sam Jones, presidiu uma pequena reunião da família de Donald e dos líderes locais na comemoração.
O assassinato de Donald foi objeto de várias obras de ficção e não-ficção. A comentarista política texana Molly Ivins contou a história da família Donald em seu ensaio "Beulah Mae Donald", que apareceu em sua antologia de 1991: Molly Ivins não pode dizer isso, pode?. Ravi Howard escreveu um romance, Like Trees, Walking (2007), baseado no assassinato. Ele ganhou o Prêmio Ernest J. Gaines de Excelência Literária em 2008 por isso. Laurence Leamer escreveu um livro, The Lynching: The Epic Courtroom Battle That Brought Down the Klan (2016), descrevendo o caso.
No cinema e na televisão, o filme Line of Fire, de 1991 (também chamado Blind Hate), retrata o caso do tribunal civil relacionado ao assassinato. Ted Koppel criou "The Last Lynching", um programa de televisão do Discovery Channel sobre a história dos direitos civis dos EUA que foi ao ar em outubro de 2008. Centrou-se no assassinato de Michael Donald, na acusação criminal de seus assassinos e na ação civil contra a UKA. A série Inside American Terror da National Geographic explorou o assassinato de Donald em um episódio de 2008 sobre o KKK.